# Jevgenij Onjegin (roman)
Jevgenij Onjegin (rus. Евге́ний Оне́гин, prereform. Евгеній Онѣгинъ), roman u stihovima Aleksandra Sergejeviča Puškina, koji je pisao od 1823. do 1831.; jedno od najznačajnijih djela ruske književnosti. P. I. Čajkovski je prema motivima romana napisao istoimenu operu. Postoji cijeli niz ekranizacija, romana i opera, a također i parodija pojedinih dijelova romana ili njegove rime (tzv. onjeginske strofe).

## Povijest nastanka djela
Puškin je radio na romanu više od sedam godina. Roman je bio, riječima pjesnika, "plod [...] razuma hladnih opazaka i srca bolnih pripomena". Rad na njemu je Puškin nazivao pothvatom - iz sveg svojeg stvaralaštva samo je Borisa Godunova nazvao istom riječi. U djelu je, na pozadini slika iz ruskog života, prikazana dramatična sudbina najboljih pripadnika plemićke inteligencije.
Puškin je započeo rad na Onjeginu u svibnju 1823. u Kišinjevu, u progonstvu. Autor se odrekao romantizma kao glavne stvaralačke metode i započeo pisati realistični roman u stihovima, iako je u prvim poglavljima vidljiv utjecaj romantizma. Prvobitno se činilo da će roman imati devet poglavlja, na kasnije je Puškin preradio njegovu strukturu i ostavio ih samo osam. Izostavio je iz osnovnog teksta poglavlje Putovanje Onjegina i ostavio ga kao prilog. Također je morao izostaviti jedno cijelo poglavlje u kojem opisuje Onjegina kako promatra vojna naselja blizu odeškog pristaništa, za čime slijede opažanja i prosuđivanja, u nekim dijelovima i u oštrom tonu. Puškin je uništio to poglavlje zbog izrazito revolucionarnog stava koji ga je mogao dovesti do uhićenja.
Roman je izlazio u nastavcima, a izlazak svakog poglavlja predstavljao je veliki događaj u ruskoj književnosti tog vremena. Prvo poglavlje je bilo objavljeno 1825. Roman je bio dovršen 1831., a u potpunosti objavljen 1833. Obuhvaća događaje od 1819. do 1825.: od vojnih pohoda nakon poraza Napoleona do pobune dekabrista. To su bile godine u kojima se razvijalo rusko društvo, vrijeme vladavine Aleksandra I. Siže romana je jednostavan, u njegovom je središtu ljubavna priča. U cjelini su se u romanu odrazili događaju prve četvrtine 19. stoljeća, što znači da se vrijeme nastanka i vrijeme radnje romana otprilike poklapaju.
Aleksandar Puškin je stvorio roman u stihovima koji nalikuje poemi lorda Byrona, Don Juan. Definiravši roman kao "poglavljâ šaren sklop", Puškin izdvaja jednu od osobina djela: roman je kao "prekinut" u vremenu (svako poglavlje može postati zadnjim, ali može imati i nastavak), time svraćajući pažnju čitatelja na samostalnost i cjelovitost svakog poglavlja. Roman se smatra enciklopedijom ruskog života 1820.-ih, jer širina obuhvaćenih tema, detaljno opisana svakodnevica, mnogo sižejnih linija, temeljitost opisa karaktera likova i danas vjerodostojno prikazuju čitateljima osobitosti života te epohe. Upravo je to dalo osnovu V. Bjelinskom da u svojem članku Jevgenij Onjegin zaključi:"'Onjegina' se može nazvati enciklopedijom ruskog života i u najvećoj mjeri narodnim djelom."
Iz romana, kao i iz enciklopedije, može se doznati sve o epohi: o tome kako su se odijevali, što je bilo u modi, što su ljudi najviše cijenili, o čemu su razgovarali, čime su se zanimali. Kratko, no dovoljno jasno, autor je prikazao selo, gospodsku Moskvu, svjetski Sankt Peterburg, sredinu u kojoj žive glavni junaci njegovog romana - Tatjana Larina i Jevgenij Onjegin.

## Siže
Roman započinje jadikovanjem mladog plemića Jevgenija Onjegina povodom agonije njegovog strica, zbog kojeg je morao otići iz Peterburga na selo i oprostiti se s njime. Na taj način autor posvećuje prvo poglavlje podrijetlu, obitelji, životu svojeg glavnog junaka do primanja obavijesti o bolesti rođaka. Pripovjedač je bezimeni autor koji se predstavlja kao Onjeginov dobar prijatelj.
Jevgenij se rodio "u zavičaju uz Nevu", tj. u Petrogradu, u ne baš uspješnoj plemićkoj obitelji:
Na kraju službe "čast i hvala"
otac mu dobi: živ na vjeru,
godišnje davao tri bala,
pa spiskao i zadnju zeru.
Onjegin je primjereno i odgojen - prvo je imao guvernantu Madame, zatim odgojitelja Francuza, koji ga nije gnjavio "strogim moralom". Puškin naglašava da su obrazovanje i odgoj Jevgenija bili tipični za čovjeka njegove sredine (plemića kojim su se od djetinjstva bavili strani učitelji).
Onjeginov život u Petrogradu je obilovao ljubavnim spletkama i svjetskim razbibrigama, što ga je naposljetku i dovelo do depresije. On odlazi stricu na selo. Po dolasku dozna da je stric umro, a on postao njegov nasljednik. On se nastani na imanju, no i tu ga muči depresija.
Susjed Onjegina je osamnaestogodišnji Vladimir Lenski, pjesnik-romantičar koji se nedavno vratio iz Njemačke. Mladići se sprijatelje. Lenski je zaljubljen u Olgu Larinu, kći veleposjednika. Vesela Olga nije nimalo nalik svojoj sestri, uvijek zamišljenoj Tatjani. Olga je izvana lijepa, ali Onjeginu nije zanimljiva:
"Zar ti ljubiš onu manju?" -
"I?" - "Ja bih izabrao Tanju,
da pisac sam, ko ti, poema.
Olgin lik života nema. [...]"
Susrevši Onjegina, Tatjana se zaljubi u njega i napiše mu pismo. Međutim, Onjegin ju odbije: on ne želi miran obiteljski život. Lenski i Onjegin su pozvani k obitelji Larina povodom proslave Tatjaninog imendana. Onjegin se ne veseli pozivu, ali Lenski ga nagovori da odu, obećavši mu da neće biti nikoga od susjeda. No, došavši na proslavi, Onjegin otkrije "gozbu bujnu", što ga ozbiljno naljuti.
[…] nadu se, obuze ga jed,
zakle se Lenskoga ražestit,
osvetu kako treba splesti.
Za vijeme objeda kod Larina, Onjegin, da izazove ljubomoru Lenskog, iznenada se počne udvarati Olgi. Lenski ga izazove na dvoboj koji završi njegovom pogibijom, a Onjegin napusti imanje.
Nakon tri godine Onjegin se pojavi u Moskvi i susretne Tatjanu. Ona je sada važna svjetska dama, supruga generala. Onjegin se zaljubi u nju i pokuša ju osvojiti, ali ona sada odbaci njega. Tatjana mu prizna da je i dalje zaljubljena u njega, ali da je dužna ostati vjerna mužu.
"[...] Ja ljubim vas (a što da glumim?),
al drugome ja pripadam,
vjerna ću bit dok za se znam."
Na tome roman završi. Autor ostavlja obeshrabrenog Jevgenija i s nekoliko se replika oprosti s čitateljima i sa svojim višegodišnjim trudom.

### Sižejne linije
- Onjegin i Tatjana. Epizode:
  - poznanstvo s Tatjanom,
  - Tatjanin razgovor s njanjom,
  - pismo Tatjane Onjeginu,
  - razgovor u vrtu;
  - Tatjanin san. Imendan,
  - posjet u domu Onjegina,
  - odlazak u Moskvu,
  - susret na balu u Petrogradu nakon 3 godine,
  - pismo Onjegina Tatjani (objašnjenje),
  - večer kod Tatjane.
- Onjegin i Lenski. Epizode:
  - poznanstvo na selu,
  - razgovor nakon večere kod Larinih,
  - posjet Lenskog u domu Onjegina,
  - imendan Tatjane,
  - dvoboj (pogibija Lenskog).

### Likovi
Upravo zato što glavni junaci JO nisu imali prave prototipove u životu, osobito su lako postali psihološki predlošci za suvremenike: uspoređivanje sebe ili svojih bliskih s junacima romana postalo je sredstvo za objašnjavanje svojeg i njihovih karaktera."
- Jevgenij Onjegin. Jedan od mogućih prototipova je Petar Jakovljevič Čaadajev, ruski filozof i publicist, kojeg je Puškin sam naveo u prvom poglavlju, i čiji život podsjeća na Onjeginov. Na oblikovanje lika Onjegina je snažno utjecao lord Byron i njegovi "bajronovski junaci", Don Juan i Childe Harold, koje Puškin često spominje. "U liku Onjegina mogu se pronaći deseci sličnosti s različitim suvremenicima pjesnika - od praznoglavih svjetskih poznanika do osoba značajnih za Puškina kao što su Čaadajev ili Aleksandar Rajevski. Isto se mora reći i o Tatjani."[3]
- Tatjana Larina. Prototip i primjer za nebrojene junakinje u djelima mnogih ruskih pisaca, "nacionalni tip" ruske žene, strastvene i čestite, sanjalačke i iskrene, pouzdane družice i heroine.[4]
- Olga Larina, Tatjanina mlađa sestra. Tipična junakinja popularnih romana - izvana lijepa, ali iznutra isprazna.
- Vladimir Lenski. "Energično zbliženje Lenskog i Kjuhelbekera, zahvaljujući Juriju Tinjanovom (Puškin i njegovi suvremenici, str. 233-294), najbolje uvjerava u to dа pokušaji da se pjesniku-romantičaru u JO prida neki zajednički i jednoznačni prototip ne dovode do uvjerljivih rezultata."[3]
- Tatjanina njanja. Pretpostavlja se da je njezin prototip Puškinova dadilja, Arina Rodionovna.[5]
- Zarecki. Sekundant, smatra se da je kao prototip uzet Fjodor Tolstoj-Amerikanac[6]
- Muž Tatjane Larine (Poznat samo kao "važni general".)
- Autor djela - sam Puškin. Stalno se upleće u tijek pripovijedanja, podsjeća na sebe ("[...] al Sjever meni čini zlo."), druži se s Onjeginom ("Odbaciv svjetskog reda breme, odstupih od taštine i ja, i s njim se združih u to vrijeme, osoba njegova mi prija: [...]"), u svojim lirskim digresijama dijeli s čitateljima svoja razmišljanja o najrazličitijim životnim pitanjima, iznosi svoj pogled na svijet. Autor na nekim mjestima narušava tijek pripovijedanja i uvodi u tekst metatekstualne elemente ("[...] čitatelj čeka rimu ruža, na, uhvati je brže bolje!"). Puškin je čak nacrtao sebe pored Onjegina na obali Neve, te je htio staviti taj i niz drugih crteža kao ilustracije za roman u stihovima, ali nije uspio naći zajednički jezik s izdavačima Nevskog almanaha. Sam Puškin je na to reagirao s nekoliko ironičnih epigrama.[7]
- Autorova muza, "sestrična" Tatjane Larine.

U romanu se također spominju otac (Dmitrij Larin) i majka (Praskovja) Tatjane i Olge; "kneginjica Alina" - moskovska sestrična majke sestara Larina; stric Onjegina; niz komičnih likova provincijalnih vlastelina (Gvozdin, Fljanov, "sjedoglav par, Skotininovi", "pretil Pustjakov" i dr.); petrogradski i moskovski svijet.
Likovi vlastelina u osnovi su književnog podrijetla. Npr. Skotinini upućuju na komediju Denisa Fonvizina Nedorasli, Bujanov je junak poeme Opasni susjed (1810. – 1811.) Vasilija Ljvoviča Puškina. "Među gostima su se još nalazili 'Kirin važni', 'Lazorkina - živahna udovica' ('četrdesetogodišnja koketa'); 'debelog Pustjakova' je zamijenio 'debeli Tumakov', Pustjakov je nazvan 'mršavim', a Petuškov je umirovljeni pisar'.".
- A.S. Puškin: Autoportret s Onjeginom na obali Neve (na poštanskoj marci 1997.).
- J.P. Samokiš-Sudkovskaja: Jevgenij Onjegin i Tatjana (1908.).
- I. Volkov: Tatjanin san (1891.).

## Osobitosti romana
Puškin je za roman osmislio posebnu strofu koja je kasnije nazvana "onjeginskom strofom". Svaka strofa se sastoji od 14 stihova četverostopnog jamba.
Prva četiri stiha imaju ukrižanu rimu, stihovi od petog do osmog - parnu, stihovi od devetog do dvanaestog su povezani obgrljenom rimom. Preostala dva stiha se rimuju međusobno. Izmenjivanje rima: AbAb CCdd EffE gg (velikim slovima je označena ženska rima, a malim slovima muška rima).

## Prijevodi romana
- na engleski - Walter W. Arndt, Vladimir Nabokov (prijevod u prozi),[10] Charles Hepburn-Johnston (s onjeginskom strofom), i dr.[11]
- na francuski - Ivan Turgenjev i Louis Viardot,[12] Jean Louis Backès i Roger Legras, Jacques Chirac.[13]
- na njemački - Rolf-Dietrich Keil.[14][15]
- na kineski - Su Fu (1942.), Lü In (1944.), Mu Dan (1954., 1983.), Van Shisie (1981.), Van Djilyan (1985., 2004.), Feng Chun (1982., 1991.), Jing Lu (1996.), Lü Zongzi (2002.), Gu Yunpu (2003.), Tian Guobin (2003.).[16]
- na bjeloruski - Arkadij Kulešov
- na ukrajinski - Maksim Rilski.[17]
- na hebrejski - Avraam Šljonski.
- na turski - Kanšaubij Mizijev i Ahmet Nedžet (prvi prijevod na turski 2003.).
- na osetski - Nafi Dżusojty.[18]
- na azerski - Samed Vurgun (1936.) (Puškinski komitet mu je za taj prijevod dodijelio medalju "A.S. Puškin").[19]
- na poljski - Adam Ważyk, Andrzej Sycz, Jakub Jurkiewicz, Leo Belmont.
- na češki - Milan Dvořák.

### Prijevodi romana na hrvatski jezik
- 1881. Evgenij Onjegin: roman u stihovima, prev. Ivan Trnski, Zabavna knjižnica Matice hrvatske, Zagreb, sv. 19
- 1965. Jevgenij Onjegin: roman u stihovima, prev. Tomislav Prpić, Zora, Olimp : najslavniji svjetski stihovi, Matica hrvatska, Zagreb
- 1980. Jevgenij Onjegin: roman u stihovima, prev. Tomislav Prpić, Biblioteka Vijenac, Nakladni zavod Matice hrvatske, Zagreb, knj. 2
- 1987. Evgenij Onjegin: roman u stihovima, prev. Ivan Slamnig, Biblioteka Zlatno slovo, Mladost, Zagreb, ISBN 8605000945
- 1991. Evgenij Onjegin, prev. Ivan Slamnig, Biblioteka Dobra knjiga, Školska knjiga, Zagreb, ISBN 8603001405
- 1996. Evgenij Onjegin, prev. Ivan Slamnig, Moja knjiga, Školska knjiga, Zagreb, ISBN 9530603347
- 2005. Evgenij Onjegin, prev. Ivan Slamnig, Biblioteka Jutarnjeg lista, Najveća djela (18), Globus media, Zagreb, ISBN 9537160866

## Utjecaj

### U književnosti
Tip "suvišnog čovjeka", kojeg je uveo Puškin u liku Onjegina, utjecao je na svu buduću rusku književnost. Npr., Mihail Ljermontov je stvorio Pečorina (Junak našeg doba), čije je prezime, kao i Onjeginovo, nastalo od naziva ruske rijeke, a s Onjeginom ga povezuju mnogobrojne psihološke karakteristike.
U suvremenom ruskom romanu Kȏd Onjegina Dmitrija Bikova radi se o potrazi za nestalim poglavljem Puškinovog rukopisa. Osim toga, roman sadrži smjele pretpostavke o pravom podrijetlu Puškina.
Žanr "romana u stihovima" je nadahnuo Aleksandra Doljskog na pisanje romana Anna od 15 poglavlja, kojeg je dovršio 2005.

### U glazbi
- 1878. Petar Čajkovski - opera Jevgenij Onjegin
- 1936. Sergej Prokofjev - glazba za neostvareni spektakl Jevgenij Onjegin Moskovskog komornog kazališta
- 1981. Rodion Ščedrin - strofe Jevgenija Onjegina za zbor a capella.

### U kinematografiji
- 1911. Jevgenij Onjegin, Rusko Carstvo, c/b, nijemi; u ulozi Onjegina - Petar Čardinin[25]
- 1999. Onegin, Velika Britanija - SAD; u ulozi Onjegina - Ralph Fiennes, Tatjane - Liv Tyler, Lenskog - Toby Stephens[26]
- 2009. Jevgenij Onjegin. Meždu prošlym i buduščim, Ruska Federacija, dokumentarni film, 52 minute, redatelj Nikita Tihonov[27]
- 2013. Jevgenij Onjegin, Ruska Federacija; u ulozi Onjegina - Petar Fjodorov[28]

#### Ekranizacije opera
- 1958. Jevgenij Onjegin, Sovjetski Savez; u ulozi Onjegina - Vadim Medvedev, vokal - Jevgenij Kibkalo[29]
- 1963. Eugen Onegin, SR Njemačka; u ulozi Onjegina - Hermann Prey[30]
- 1972. Eugen Onegin, SR Njemačka; u ulozi Onjegina - Hermann Prey[31]
- 1978. Jevgeni Onegin, Finska; u ulozi Onjegina - Walton Grönroos[32]
- 1984. Evgeniy Onegin, SAD; u ulozi Onjegina - Wolfgang Brendel[33]
- 1984. Eugene Onegin, Velika Britanija; u ulozi Onjegina - Michal Docolomanský, vokal - Bernd Weikl[34]
- 1994. Yevgeny Onyegin, Velika Britanija; u ulozi Onjegina - Wojtek Drabowicz[35]
- 1998. Eugene Onegin, Njemačka; u ulozi Onjegina - Vladimir Gluščak[36]
- 2002. Eugène Onéguine, Francuska; u ulozi Onjegina - Peter Mattei[37]
- 2007. Eugen Onegin, Austrija, Njemačka; u ulozi Onjegina - Peter Mattei[38]
- 2009. Eugène Onéguine, Francuska; u ulozi Onjegina - Mariusz Kwiecien[39]